# Dun-les-Places
Dun-les-Places è un comune francese di 369 abitanti situato nel dipartimento della Nièvre nella regione della Borgogna-Franca Contea.

## Società

### Evoluzione demografica
Abitanti censiti